# Іршанська селищна рада
Ірша́нська се́лищна ра́да Іршанської селищної територіальної громади (до 2015 року — Іршанська селищна рада Володарсько-Волинського району Житомирської області) — орган місцевого самоврядування Іршанської селищної територіальної громади Житомирської області. Розміщення — селище міського типу Іршанськ.

## Склад ради

### Перший склад ради громади (2015р.)
Рада складається з 26 депутатів та голови.
Перші вибори депутатів ради та голови громади відбулись 25 жовтня 2015 року, одночасно з черговими місцевими виборами в Україні. Було обрано 26 депутатів ради, всі, за суб'єктами висування, самовисуванці.
Головою громади обрали позапартійного самовисуванця Анатолія Рака, чинного Іршанського селищного голову.

### VI скликання
За результатами місцевих виборів 2010 року:
- Кількість мандатів: 30
- Кількість мандатів, отриманих за результатами виборів: 25
- Кількість мандатів, що залишаються вакантними: 5

#### За суб'єктами висування
| Суб'єкт висування                                       | Кількість обраних депутатів | %  |
| ------------------------------------------------------- | --------------------------- | -- |
| Самовисування                                           | 17                          | 68 |
| Політична партія «Сильна Україна»                       | 6                           | 24 |
| Партія регіонів                                         | 1                           | 4  |
| Політична партія Всеукраїнське об'єднання «Батьківщина» | 1                           | 4  |

#### За округами
| № округу                                                | Прізвище, ім'я, по батькові        | Дата визнання обраним | Освіта             | Партійна приналежність                        | Відомості про обраного депутата                                                                                      |
| ------------------------------------------------------- | ---------------------------------- | --------------------- | ------------------ | --------------------------------------------- | --- |
| Партія регіонів                                         |                                    |                       |                    |                                               | |
| 11                                                      | Заглада Микола Степанович          | 02.11.2010            | середня спеціальна | член Партії регіонів                          | філія «Іршанський ГЗК» ЗАТ «Кримський титан», бригадир електроремонтної дільниці енергоцеху                          |
| Політична партія Всеукраїнське об'єднання «Батьківщина» |                                    |                       |                    |                                               | |
| 8                                                       | Бідовський Станіслав Броніславович | 02.11.2010            | середня спеціальна | член Всеукраїнського об'єднання «Батьківщина» | пенсіонер |
| Політична партія «Сильна Україна»                       |                                    |                       |                    |                                               | |
| 3                                                       | Литвинчук Олександр Павлович       | 02.11.2010            | вища               | член Політичної партії «Сильна Україна»       | ДЮСШ «Титан», директор                                                                                               |
| 13                                                      | Ткачук Валентина Михайлівна        | 02.11.2010            | вища               | член Політичної партії «Сильна Україна»       | ПП «Грищенко Г. М.», завідувачка кондитерського цеху                                                                 |
| 20                                                      | Злобіна Тамара Леонідівна          | 02.11.2010            | вища               | член Політичної партії «Сильна Україна»       | Іршанська школа мистецтв, директор                                                                                   |
| 21                                                      | Мальцева Лариса Євгеніївна         | 02.11.2010            | вища               | член Політичної партії «Сильна Україна»       | ПК «Титан» ІГЗК, директор                                                                                            |
| 23                                                      | Пилипчук Лариса Михайлівна         | 02.11.2010            | середня спеціальна | член Політичної партії «Сильна Україна»       | Санаторій-профілакторій профспілкового комітету філії «Іршанського ГЗК» ЗАТ «Кримський титан», старша медична сестра |
| 25                                                      | Злобін Кирило Васильович           | 02.11.2010            | вища               | член Політичної партії «Сильна Україна»       | Державне підприємство «Іршанський ГЗК», директор                                                                     |
| Самовисування                                           |                                    |                       |                    |                                               | |
| 2                                                       | Токарчук Володимир Володимирович   | 02.11.2010            | середня спеціальна | позапартійний                                 | філія «Іршанський ГЗК» ЗАТ «Кримський титан», майстерЛемненського рудника                                            |
| 4                                                       | Кузнєцова Тетяна Олексіївна        | 02.11.2010            | середня спеціальна | позапартійна                                  | Іршанська селищна рада, бухгалтер                                                                                    |
| 5                                                       | Слобожан Андрій Володимирович      | 02.11.2010            | вища               | позапартійний                                 | Філія «Іршанський ГЗК» ЗАТ «Кримський титан», інженер по охороні навколишнього середовища                            |
| 6                                                       | Шульга Лідія Миколаївна            | 02.11.2010            | вища               | позапартійна                                  | Іршанський ЦЕВ, директор                                                                                             |
| 7                                                       | Попілевич Любов Давидівна          | 02.11.2010            | середня спеціальна | позапартійна                                  | санаторій-профілакторій профспілкового комітету філії «Іршанського ГЗК» ЗАТ «Кримський титан», медична сестра        |
| 9                                                       | Залевська Наталія Адамівна         | 02.11.2010            | середня спеціальна | позапартійна                                  | Іршанське ДКП, оператор диспетчерської служби                                                                        |
| 12                                                      | Венглівський Ігор Миколайович      | 02.11.2010            | вища               | позапартійний                                 | філія «Іршанський ГЗК» ЗАТ «Кримський титан», механік ТТЦ                                                            |
| 14                                                      | Грищенко Анатолій Іванович         | 02.11.2010            | вища               | позапартійний                                 | філія «Іршанський ГЗК» ЗАТ «Кримський титан», начальник Лемненського рудника                                         |
| 15                                                      | Кусьпісь Надія Зіновіївна          | 02.11.2010            | середня спеціальна | позапартійна                                  | домогосподарка |
| 18                                                      | Смялковський Геннадій Васильович   | 02.11.2010            | вища               | позапартійний                                 | ТОВ «Межиріченський ГЗК», головний маркшейдер                                                                        |
| 19                                                      | Лобашова Світлана Франківна        | 02.11.2010            | вища               | позапартійна                                  | Іршанська селищна рада, головний бухгалтер                                                                           |
| 22                                                      | Наумчик Алла Павлівна              | 02.11.2010            | середня            | позапартійна                                  | ПП «Лозовик», завідувачка магазину                                                                                   |
| 24                                                      | Томкалайс Валентина Володимирівна  | 02.11.2010            | вища               | позапартійна                                  | Іршанська селищна рада, секретар                                                                                     |
| 26                                                      | Васянович Віталій Олександрович    | 02.11.2010            | вища               | позапартійний                                 | філія «Іршанський ГЗК» ЗАТ «Кримський титан», заступник начальника ЦБМ і РБР                                         |
| 27                                                      | Романчук Наташа Борисівна          | 02.11.2010            | вища               | позапартійна                                  | Іршанська селищна рада, спеціаліст землевпорядкування                                                                |
| 28                                                      | Кутішенко Євгеній Федорович        | 02.11.2010            | вища               | позапартійний                                 | філія «Іршанський ГЗК» ЗАТ «Кримський титан», головний інженер Лемненського рудника                                  |
| 29                                                      | Прохоров Петро Олександрович       | 02.11.2010            | середня спеціальна | позапартійний                                 | філія «Іршанський ГЗК» ЗАТ «Кримський титан», слюсар РМЦ                                                             |

### Керівний склад попередніх скликань
| Прізвище, ім'я, по батькові | Основні відомості                                                | Дата обрання | Дата звільнення |
| --------------------------- | ---------------------------------------------------------------- | ------------ | --------------- |
| Шадура Марія Пилипівна      | Селищний голова, 1936 року народження                            | 26.03.2006   | 01.05.2007      |
| Кисельова Алла Іллівна      | Селищний голова, 1956 року народження, позапартійна              | 09.09.2007   | 31.10.2010      |
| Рак Анатолій Борисович      | Селищний голова, 1974 року народження, освіта вища, безпартійний | 31.10.2010   |                 |

Примітка: таблиця складена за даними сайту Верховної Ради України

## Історія
Селищну раду утворено 7 січня 1963 року в робітничому селищі Іршанськ Черняхівського району, після надання йому статусу селища міського типу, в складі Житомирської міської ради. 8 грудня 1966 року відійшла до складу Володарсько-Волинського (Хорошівського) району.
Станом на 1 січня 1972 року селищна рада входила до складу Володарсько-Волинського району Житомирської області, на обліку в раді перебувало смт Іршанськ.
До 12 листопада 2015 року — адміністративно-територіальна одиниця у Володарсько-Волинському районі Житомирської області з територією 14,76 км², населенням — 6 889 осіб (станом на 1 січня 2015 року) та підпорядкуванням смт Іршанськ.

### Населення
Відповідно до результатів перепису населення СРСР, кількість населення ради, станом на 12 січня 1989 року, становила 5 769 осіб.
Станом на 5 грудня 2001 року, відповідно до перепису населення України, кількість мешканців селищної ради становила 6 344 особи.